# 群馬県道6号前橋箕郷線
群馬県道6号前橋箕郷線（ぐんまけんどう6ごう まえばしみさとせん）は、群馬県前橋市国領町から群馬県高崎市箕郷町西明屋を結ぶ県道（主要地方道）である。

## 概要
群馬県より、起点を前橋市、終点を群馬郡箕郷町、重要な経過地を群馬郡群馬町とする、1976年（昭和56年）に認定を受けた県道の路線である。前橋市と西部のベッドタウンを結ぶ幹線として、また前橋市街地を取り囲む環状線の一部として機能している道路であり、起点方向へ向かう交通量が多い。
車線数は、起点から前橋市総社町総社の群馬県道15号前橋伊香保線との交差点までが4車線、その先終点までが2車線である。

### 路線データ
- 起点：前橋市国領町2（群大病院東交差点）
- 終点：高崎市箕郷町西明屋
- 重要な経過地：群馬郡群馬町[注釈 2]

## 歴史
- 1959年（昭和34年）9月18日：群馬県より現・道路法に基づき、前身にあたる県道前橋安中線（前橋市 - 群馬郡群馬町 - 箕郷町 - 榛名町 - 安中市大字板鼻、整理番号13）・県道板鼻箕郷前橋線（安中市大字板鼻 - 群馬郡榛名町 - 群馬町 - 前橋市総社町総社、整理番号56）として路線認定される[1]。
- 1976年（昭和51年）10月12日：群馬県より、県道前橋箕郷線（前橋市 - 群馬郡群馬町 - 同郡箕郷町、整理番号46）が路線認定される[2]。
- 1983年（昭和58年）1月17日：前身路線にあたる前橋安中線（前橋市 - 群馬郡群馬町 - 箕郷町 - 榛名町 - 安中市大字板鼻、整理番号113）を廃止[3]。
- 1993年（平成5年）5月11日：建設省から、県道前橋箕郷線が前橋箕郷線として主要地方道に指定される[4]。

## 道路施設
- 大渡橋（利根川、前橋市岩神町四丁目 - 前橋市総社町総社）

## 地理

### 通過する自治体
- 前橋市
- 高崎市

### 交差する主な道路
- 国道17号（前橋市国領町、起点）
- 群馬県道105号総社石倉線（前橋市総社町総社・大渡橋西詰交差点）
- 群馬県道15号前橋伊香保線（前橋市総社町総社）
- 産業道路（前橋市総社町総社）
- 群馬県道25号高崎渋川線 高渋バイパス（前橋市青梨子町・青梨子町南交差点）
- 群馬県道25号高崎渋川線 現道（高崎市金古町・金古交差点）
- 群馬県道153号水沢足門線（高崎市足門町・フランシスコ前交差点）
- 群馬県道123号柏木沢大八木線（高崎市箕郷町生原・生原交差点）
- 群馬県道28号高崎東吾妻線（高崎市箕郷町西明屋）
- 群馬県道26号高崎安中渋川線（高崎市箕郷町、終点）